# غازی اول
غازی بن فیصل ملقب به شاه غازی اول (۲ مه ۱۹۱۲–۴ آوریل ۱۹۳۹) فرزند فیصل اول، و دومین پادشاه عراق از سلسله هاشمی عراق بود، همچنین او تا ۱۹۲۰ نایب‌السلطنه سوریه نیز به حساب می‌آمد.

## زندگی‌نامه
شاه غازی اول در سال ۱۹۱۲ در مکه متولد شد و پس از مرگ پدرش در ۸ سپتامبر ۱۹۳۳ زمام امور عراق را عهده‌دار گردید. غازی برعکس پدرش رویه ضد انگلیسی در پیش گرفت. او از یک سو میل به رهانیدن عراق از سلطه انگلیسی‌ها داشت و از سوی دیگر شیفته نازیسم بود و از شخصیت هیتلر تمجید می‌کرد. همچنین او روابط گرم و صمیمانه‌ای با رضا شاه داشت.
شاه غازی آشکارا نفرت خود را از سلطه و سیاست‌های انگلیس و فرانسه بر کشورهای عربی و خاورمیانه ابراز می‌داشت. او ملی گرایان و شورشیان سوریه را برای مقابله با قیمومیت کشورشان در دهه ۳۰ مورد حمایت قرار داد و حتی آنان را به سلاح تجهیز نمود. غازی رویه‌ای به شدت ضد کمونیستی داشت.
هنگامی که در ۲۹ نوامبر ۱۹۳۶ ژنرال بکر صدقی فرمانده لشکر دوم عراق علیه دولت میانه‌رو یاسین الهاشمی کودتا کرد غازی از نظامیان کودتاچی حمایت کرد، اما رهبر کودتا ۹ ماه بعد، به دست نظامیان طرفدار انگلیس در عراق در ۱۲ اوت ۱۹۳۷ ترور شد و سیاست مداران و نظامیان طرفدار بریتانیا نقش غازی را در کشور تا حد قابل ملاحظه‌ای کمرنگ ساختند.

## ازدواج
شاه غازی در ۲۵ ژانویه ۱۹۳۴ با دختر عموی خود، علیه بنت علی(دختر علی بن حسین، پادشاه حجاز) ازدواج کرد. این ازدواج پس از مدتی به جدایی انجامید و تنها ثمره آن یک پسر به نام فیصل بن غازی بود.

## مرگ
سرانجام در آوریل ۱۹۳۹ وی توسط سرویس اطلاعاتی انگلیس و توطئه نوری سعید نخست‌وزیر انگلوفیل به ضربت پتک غلام سودانی خویش مقتول شد؛ و با صحنه‌سازی وانمود کردند، به خاطر مست بودن بر اثر برخورد اسرارآمیز اتومبیلش با تیر چراغ برق کشته شده است. در آن زمان مردم قتل غازی را یک حرکت سازمان یافته توسط انگلیسی‌ها و عواملشان در عراق(نوری سعید) تلقی کردند و تظاهراتی علیه دولت انگلیس به راه انداختند. مردم عراق حتی مونک پاترسون، کنسول بریتانیا در عراق، را نیز به قتل رساندند. پس از مرگ غازی فرزند ۴ ساله اش به نام شاه فیصل دوم، به سلطنت عراق رسید.